# Erannis eutaeniaria
Erannis eutaeniaria là một loài bướm đêm trong họ Geometridae.